# Amtsgericht Rudolstadt

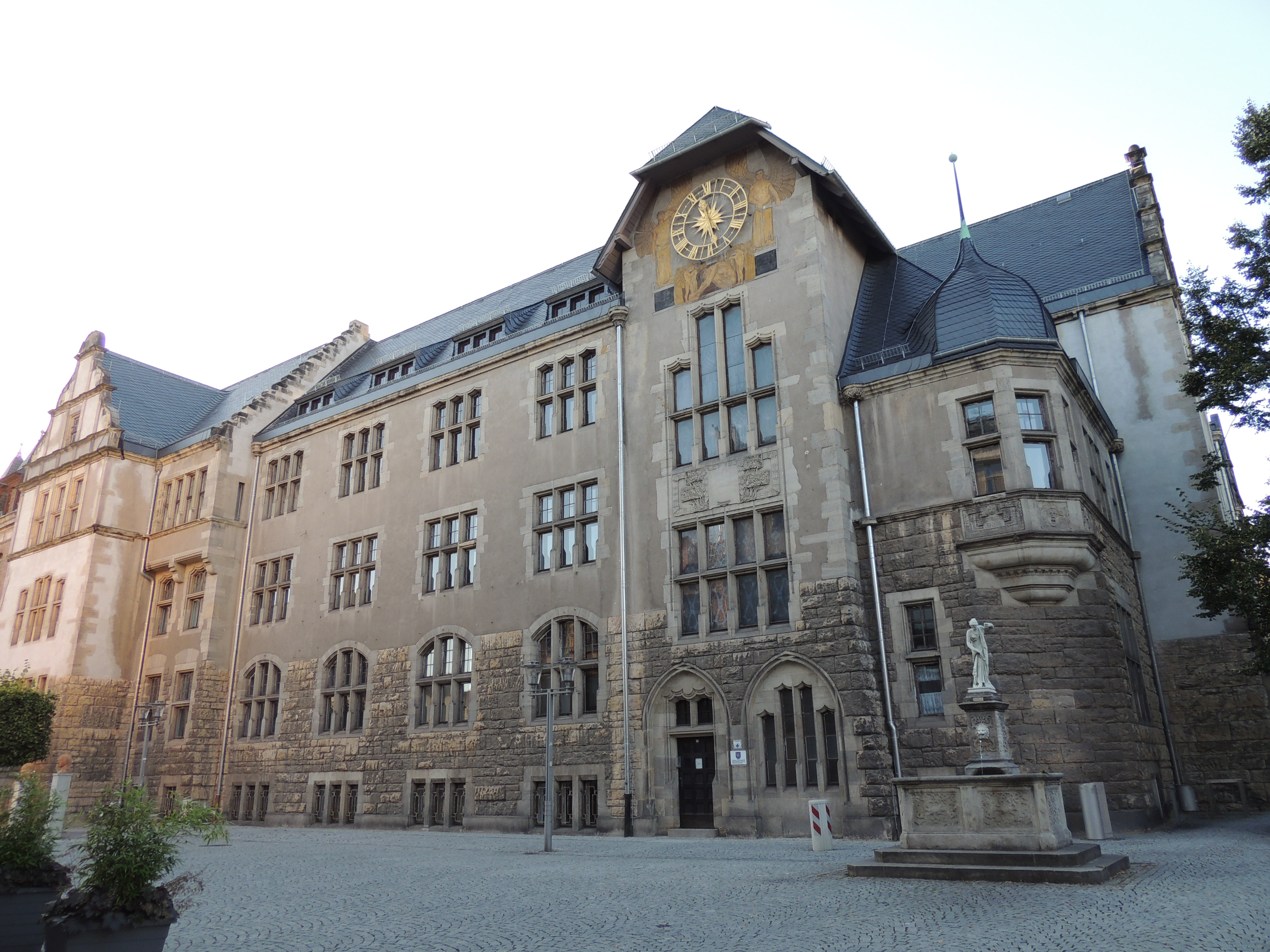
Amtsgericht Rudolstadt (2013)

Das Amtsgericht Rudolstadt ist ein von 1879 bis 1952 und neu ab 1993 bestehendes Gericht der ordentlichen Gerichtsbarkeit mit Sitz in der thüringischen Stadt Rudolstadt. Es ist örtlich zuständig für den gesamten Landkreis Saalfeld-Rudolstadt.

## Geschichte
Anlässlich der Einführung des Gerichtsverfassungsgesetzes am 1. Oktober 1879 wurde im Fürstentum Schwarzburg-Rudolstadt ein Amtsgericht in Rudolstadt errichtet, dessen Sprengel sich unverändert aus dem Bezirk des vorhergehenden Justizamtes Rudolstadt ergab. Es war eines der 14 Gerichte, die dem Landgericht Rudolstadt nachgeordnet waren.
Die nach der Bildung des Landes Thüringen nötig gewordene Justizreform führte zum 1. Oktober 1923 zu einer Änderung des Gerichtsbezirkes. Mit der Abschaffung der Amtsgerichte in der DDR wurde das Gericht 1952 in das Kreisgericht Rudolstadt umgewandelt. Im Jahre 1993 wurden in Thüringen die Amtsgerichte wieder eingeführt und das Amtsgericht Rudolstadt neu eingerichtet. Es ist dem Landgericht Gera nachgeordnet.

## Gerichtsgebäude
Das Gericht hat seinen Sitz im denkmalgeschützten Gebäude Marktstraße 54 in Rudolstadt. Das Bauwerk wurde ab 1904 errichtet und am 11. November 1905 eingeweiht. Den gemeinsamen Sitz für das Land- und Amtsgericht plante der Architekt Alois Holtmeyer. Die Malereien, wie auch die Fresken, an den Außenwänden stammten von Albert Maennchen. Das dreigeschossige, dreiflüglige Gebäude schloss am Neumarkt an das alte Landgericht, das sich 1798 der Schwarzburg-Rudolstädter Kanzler Carl Gerd von Ketelhodt als Wohnsitz errichten ließ, und in der Marktstraße an das Gefängnis, das 1853 errichtet und 1887 erweitert worden war. Das Amtsgericht hatte zuvor seinen Sitz in der Bergstraße 3. Von 2016 bis 2019 wurde das Gerichtsgebäude saniert.